# Interacting Boson Approximation
Bei der Interacting Boson Approximation (IBA), oft auch als Interacting Boson Model (IBM) bezeichnet, handelt es sich um ein Näherungsverfahren, um die Struktur von Atomkernen zu beschreiben, vor allem die Kerne gerader Nukleonenzahl vom Cer bis zum Blei.
Bei der IBA werden alle Nukleonen außerhalb einer Kernschale paarweise zu Bosonen gekoppelt – in diesem Fall zu Teilchen mit Drehimpuls 0 (s-Boson) oder 2 (d-Boson). Das ursprünglich 1974 von Akito Arima und Francesco Iachello entwickelte Modell koppelt zwei Neutronen zu einem Boson und zwei Protonen zu einem Boson. Eine ähnliche Methode wurde beinahe gleichzeitig von Janssen, Jolos und Dönau entwickelt. Dieses IBA-1 Modell eignet sich dementsprechend nur für die Beschreibung von Kernen mit gerader Neutronen- und gerader Protonenzahl (gg-Kerne).
Der Anwendungsbereich auf die Kerne vom Cer bis zum Blei ist vor allem durch die Tatsache gegeben, dass ein sehr großer Massenbereich zwischen der Schale mit Neutronenzahl 82 und der entsprechenden Protonenschale beim Blei mit Z=82 vorliegt, wo man sehr viele dieser Bosonen in Betracht ziehen muss. Die Anzahl der Bosonen wird bei dem Modell ab dem nächstliegenden Schalenabschluss gezählt, ihre Kopplung untereinander geschieht durch eine einfache 2-Körper-Kraft.

## Algebraische Struktur
Im Folgenden wird der Formalismus der Zweiten Quantisierung verwendet. Für das d-Boson definieren wir die sogenannten d-Bosonen-Erzeugeroperatoren {\displaystyle d_{m}^{\dagger }} mit {\displaystyle m=-2,-1,0,1,2} sowie den s-Boson-Erzeuger {\displaystyle s^{\dagger }} und die entsprechenden Vernichtungsoperatoren. Wir betrachten die 36 Kombinationen {\displaystyle s^{\dagger }s},  {\displaystyle s^{\dagger }d_{m}},  {\displaystyle d_{m}^{\dagger }s} und {\displaystyle d_{m_{1}}^{\dagger }d_{m_{2}}}. Dieser Satz von sogenannten Generatoren bildet eine U(6)-Lie-Algebra (U für unitär). Zu dieser Algebra lassen sich mehrere physikalisch sinnvolle Unteralgebren finden. Diese werden mit U(5), O(6) (O für orthogonal) sowie SU(3) (SU für speziell unitär) bezeichnet. Diese drei Unteralgebren enthalten wiederum physikalisch relevante Unterräume:
{\displaystyle U(6)\supset U(5)\supset SO(5)\supset SO(3)\supset SO(2)}
{\displaystyle U(6)\supset SO(6)\supset SO(5)\supset SO(3)\supset SO(2)}
{\displaystyle U(6)\supset SU(3)\supset SO(3)\supset SO(2)}
Oft werden die drei Unteralgebren U(5), SO(6) und SU(3) durch das sog. Casten-Dreieck grafisch dargestellt. Die Ecken entsprechen dabei diesen 3 Ketten von eingebetteten Algebren. Häufig enthält eine derartige Abbildung auch weitere Punkte, die mit X(5) und E(5) bezeichnet werden. Es handelt sich hierbei jedoch nicht um Algebren des IBM.
Angewendet auf Atomkerne entspricht das U(5)-Limit einem Vibrator, das SO(6)-Limit einem {\displaystyle \gamma }-weichen Kern und das SU(3)-Limit einem Rotor.

## Erweiterungen des Modells
Eine Erweiterung führt Bosonen mit höherem Drehimpuls ein, die g-Bosonen. Eine weitere Möglichkeit geht dahin, auch kompliziertere Wechselwirkungen als 2-Körper-Kräfte zu betrachten. Jedoch konnte gezeigt werden, dass beide Erweiterungen teilweise mathematisch äquivalent sind.
Eine wichtige Erweiterung war die Unterscheidung von Proton- und Neutron-Bosonen. Diese Erweiterung wird auch als IBA-2 Modell bezeichnet.
Es gibt auch die Möglichkeit, einzelne Nukleonen mit Bosonen zu koppeln, z. B. wird bei ungerader Neutronenzahl dann das übrig gebliebene Neutron mit den Bosonen gekoppelt. Diese Erweiterung wird als IBMF bezeichnet, die Kopplung mit zwei ungepaarten Nukleonen als IBMFF.
Die Berücksichtigung von Fermionen führt auf andere sehr interessante Aspekte, z. B. auf die Boson-Fermion-Symmetrie, d. h. die Supersymmetrie, welche auch in der Teilchenphysik eine große Rolle spielt.

### Originalaufsätze
- A Arima, F Iachello: Interacting boson model of collective states I. The vibrational limit. In: Annals of Physics. Band 99, Nr. 2, August 1976, S. 253–317, doi:10.1016/0003-4916(76)90097-X (englisch).
- A Arima, F Iachello: Interacting boson model of collective nuclear states II. The rotational limit. In: Annals of Physics. Band 111, Nr. 1, März 1978, S. 201–238, doi:10.1016/0003-4916(78)90228-2 (englisch).
- O Scholten, F Iachello, A Arima: Interacting boson model of collective nuclear states III. The transition from SU(5) to SU(3). In: Annals of Physics. Band 115, Nr. 2, Oktober 1978, S. 325–366, doi:10.1016/0003-4916(78)90159-8 (englisch).
- A Arima, F Iachello: Interacting boson model of collective nuclear states IV. The O(6) limit. In: Annals of Physics. Band 123, Nr. 2, Dezember 1979, S. 468–492, doi:10.1016/0003-4916(79)90347-6 (englisch).

### Fachbücher
- F. Iachello, A. Arima: The Interacting Boson Model. 1. Auflage. Cambridge University Press, 1987, ISBN 978-0-521-30282-1, doi:10.1017/CBO9780511895517 (englisch).
- F. Iachello, P. Van Isacker: The Interacting Boson-Fermion Model. 1. Auflage. Cambridge University Press, 1991, ISBN 978-0-521-38092-8, doi:10.1017/CBO9780511549724 (englisch).